# Brunellia ecuadoriensis
Brunellia ecuadoriensis, vrsta drveta iz porodice Brunelliaceae, dio reda ceceljolike. Endem iz Ekvadora.